# IL-2 Sturmovik: Forgotten Battles
IL-2 Sturmovik: Forgotten Battles est un jeu vidéo de simulation de vol de combat développé et édité par 1C Company, sorti en 2003 sur Windows.

## Accueil
- Jeux vidéo Magazine : 17/20[1]